# Bill Browder
William Felix "Bill" Browder (n. el 23 de abril de 1964) es el presidente y cofundador del fondo de inversiones Hermitage Capital Management y un conocido crítico de Vladímir Putin.

## Vida privada
Bill Browder es el nieto de Earl Browder, el exlíder del Partido Comunista de los Estados Unidos, y el hijo de Felix Browder, el conocido matemático.
Creció en Chicago y estudió economía en la Universidad de Chicago. Obtuvo un MBA de la Stanford Business School en 1989; entre sus compañeros estaban Gary Kremen y Rich Kelley. Más adelante se volvería ciudadano británico. En 1998, en lo que se especula fue un intento de evitar pagar impuestos en los Estados Unidos, Browder renunció a su ciudadanía estadounidense.
Antes de fundar Hermitage, Browder trabajó en la oficina de Europa Oriental del Boston Consulting Group en Londres y administró las inversiones propietarias en Salomon Brothers.

## Hermitage Capital Management
Bill Browder y Edmond Safra fundaron Hermitage Capital Management en 1996 con el propósito de invertir un capital inicial de $25 millones en Rusia. El negocio fue muy exitoso, obteniendo ganancias de una serie de privatizaciones que tuvieron lugar en Rusia en ese entonces, e incrementaron su base de inversionistas de manera sustancial. Luego de la crisis financiera en Rusia de 1998, Browder continuó comprometido con la misión inicial de Hermitage de invertir en Rusia, pese a una reducción considerable del flujo de fondos. Hermitage se convirtió en un inversionista activista en el gigante del gas ruso Gazprom, la compañía de petróleo de gran tamaño Surgutneftegaz, RAO UES, Sberbank, Sidanco, Avisma y Volzhanka. Browder hizo pública la malversación de fondos y malos manejos en estas empresas de propiedad parcial del gobierno. Ha sido citado diciendo: "Tenías que convertirte en un accionista activista si no querías que te roben todo."
Entre 1995 y 2006, Hermitage Capital Management fue uno de los inversionistas extranjeros más grandes en Rusia y Browder logró acumular una fortuna significativa a través de este fondo. En 2006 ganó un total estimado de £125-150 millones. En 2007 ganó otros £125-£150 millones.
En marzo de 2013, HSBC, el banco que sirve de fideicomisario de Hermitage Capital Management, anunció que cancelaría las operaciones del fondo en Rusia. Esta decisión fue tomada en medio de un caso de perjurio en Londres y un juicio en absentia por evasión de impuestos en Moscú, ambos en contra de Browder.

## Conflicto con el sistema legal ruso
En 2006, luego de diez años de hacer negocios en el país, fue puesto en una lista negra por parte del gobierno de Rusia por presentar una "amenaza a la seguridad nacional" y se le negó la entrada al país. The Economist escribió que el gobierno ruso había puesto a Browder en una lista negra porque interfirió con el flujo de dinero a "burócratas corruptos y sus empresarios cómplices". No obstante, Browder había apoyado al presidente Vladímir Putin en el pasado.
Según indicó el New York Times en 2008, "en los últimos dos años varios de sus asociados y abogados, al igual que sus parientes, fueron víctimas de crímenes, incluyendo golpizas severas y robos durante los cuales se llevaron sus documentos". En junio de 2007, docenas de policías "allanaron las oficinas de Moscú de Hermitage y su bufete de abogados, confiscando documentos y computadoras. Cuando un miembro del bufete protestó diciendo que el allanamiento era ilegal, fue golpeado por los policías y enviado al hospital por dos semanas como consecuencia de la golpiza, dijo el director del bufete, Jamison R. Firestone". Hermitage se convirtió en una 'víctima de lo que se conoce en Rusia como allanamiento corporativo: la confiscación de empresas y otros activos con la ayuda de policías y jueces corruptos". Tres edificios de la sociedad de Hermitage fueron confiscando bajo cargos que los abogados de la compañía insisten son falsos.
Hermitage alegó que los allanamientos de junio de 2007 permitieron a policías corruptos robar documentos corporativos de las empresas de Hermitage, lo que les permitió realizar fraude, reclamando (y recibiendo) los $230 millones en impuestos pagados por esas compañías al estado Ruso en 2006. En noviembre de 2008, uno de los abogados de Hermitage, Serguéi Magnitski, fue arrestado. Fue acusado de evasión de impuestos que el mismo había descubierto. Magnitski murió el 16 de noviembre de 2009, luego de pasar once meses en detención preventiva. Opalesque.TV publicó un video el 8 de febrero de 2010, en donde Browder habló sobre lo que le pasó a Magnitski durante los once meses que estuvo detenido.
En febrero de 2013, autoridades rusas anunciaron que Browder y Magnitski serían procesados por evadir 16,8 millones de dólares estadounidenses en impuestos. Además, según se anunció en marzo de 2013, las autoridades rusas investigarían la adquisición por parte de Hermitage de acciones de Gazprom valoradas en 70 millones de dólares. La investigación se enfocará en si Browder violó alguna ley rusa cuando Hermitage utilizó empresas rusas registradas en la región de Kalmykia para comprar acciones (una investigación por el Comité de Asuntos Legales y Derechos Humanos del Consejo de Europa eximió a Browder de las acusaciones que surgieron en esta ocasión). En ese entonces, según las leyes rusas, los extranjeros no podían comprar acciones de Gazprom en forma directa. Browder también ha sido acusado de haber tratado de obtener acceso a los reportes financieros de Gazprom. Browder admitió el haber buscado obtener influencias en Gazprom pero negó haber cometido algún delito; desde su punto de vista, el comprar acciones de Gazprom era una inversión en la economía rusa, mientras que el deseo de influenciar a la administración de Gazprom se vio impulsado por la necesidad de exponer un "enorme fraude que tenía lugar en la compañía", y el trabajar con subsidiarias registradas en Rusia que tenían ventajas impositivas era una práctica realizada por otros inversionistas extranjeros en ese entonces y no era ilegal. También dijo que consideraba que el juicio era una respuesta a la aprobación de la Ley Magnitsky en los Estados Unidos, la cual había puesto en una lista negra a los funcionarios rusos que estuvieron involucrados en la muerte de Magnitski, impidiéndoles el ingreso al país. Según The Financial Times, este juicio era el primero en la historia de Rusia en ser llevado a cabo en contra de una persona muerta. Amnistía Internacional describió el juicio como “un capítulo nuevo en el decadente historial de derechos humanos de Rusia" y “un intento siniestro por desviar la atención de aquellos que cometieron los crímenes que Serguéi Magnitski hizo públicos”.
El 11 de julio de 2013, Browder fue sentenciado in absentia por una corte penal de distrito de Moscú por cargos detallados en el artículo 199 del Código Penal Ruso (evasión de impuestos por parte de organizaciones), y sentenciado a nueve años en prisión. En mayo de 2013 y una vez más en julio de 2013, Interpol rechazó solicitudes por parte del Ministerio del Interior de poner a Browder en su lista de búsqueda y arresto, indicando que el caso de Rusia en su contra era "predominantemente político".

## Red Notice
En febrero de 2015, Browder publicó un relato sobre su carrera, enfocándose en los años que pasó en Rusia y en los ataques del gobierno ruso contra Hermitage Capital Management. La continua cruzada de Browder en contra de la corrupción en Rusia y la investigación sobre la muerte de su abogado Serguéi Magnitski son el tema principal en Red Notice: A True Story of High Finance, Murder, and One Man's Fight for Justice (en español, Notificación Roja: La historia verídica de altas finanzas, asesinato y la lucha de un solo hombre por justicia).